# Sykes-Picotverdrag

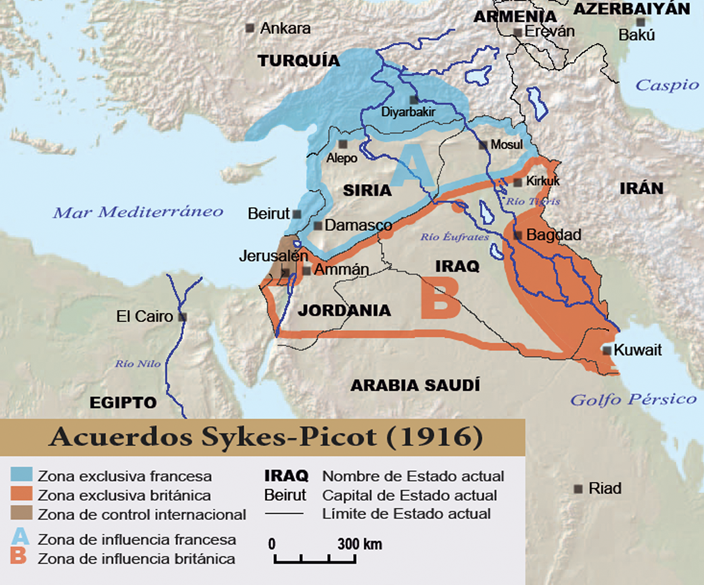
Kaart van de verdeling. Blauw gebied onder Frans gezag, oranje gebied onder Brits gezag, bruin gebied (Palestina) internationaal gezag

Het Sykes-Picotverdrag was een geheime overeenkomst tussen het Verenigd Koninkrijk en Frankrijk in mei 1916 waarin zij afspraken maakten over hun invloedssfeer in Zuidwest-Azië als de Triple Entente erin zou slagen het Ottomaanse Rijk te verslaan tijdens de Eerste Wereldoorlog. Het was opgesteld door de Franse onderhandelaar Georges Picot en de Brit Mark Sykes. De Italianen en de Russen gingen ermee akkoord.
De verdeling van het gebied tussen de twee overwinnaars had grote gevolgen voor de relaties tussen het Westen en de Arabische bevolking. Sykes-Picot leidde tot weerzin van de Arabische tegen de Westerse wereld.

## Verdeling
Volgens dit verdrag zouden de Fransen de kuststrook van Noord-Syrië en Libanon krijgen, met de grote steden Beiroet, Aleppo en Damascus, en de Britten het gebied aan de kop van de Perzische Golf, met als grootste stad Basra. Het binnenland, de eindeloze woestijn, zou worden verdeeld in ‘invloedssferen’, waar een van de beide landen een monopolie op exploitatie van natuurlijke rijkdommen en advisering van lokale potentaten zou hebben. Het zuiden van Syrië tussen de Middellandse Zee en de rivier de Jordaan, dat voor Europeanen met hun Bijbelse opvoeding als ‘Palestina’ een speciale betekenis heeft, zou onder internationaal bestuur komen. Ze besloten ook dat de onafhankelijkheid van de Arabische staten door Frankrijk en Engeland niet erkend zou worden, als het Ottomaanse rijk als verliezer uit de bus zou komen, ondanks de visie, vertolkt in de Hoessein-McMahoncorrespondentie, en de beloften van 'Lawrence of Arabia', de Britse kolonel die het verzet van de Arabische stammen stimuleerde en coördineerde. Een derde macht was in het gebied niet toegestaan.
In november 1917 stuurde de Britse minister van buitenlandse zaken Arthur Balfour een brief aan Lord Rothschild, een Joodse bankier die een voorstander was van het zionisme. In deze brief, die ook wel de Balfour-verklaring wordt genoemd, beloofde hij de steun van de Engelse regering bij de stichting van een nationaal tehuis voor het Joodse volk in Palestina.
Al deze onderhandelingen waren prematuur, want het Ottomaanse rijk bestond nog en zijn leger vormde een geduchte tegenstander. De Britten hadden al vroeg in de oorlog een expeditieleger aan wal gezet aan de kop van de Perzische Golf, en dit was geleidelijk opgerukt in de richting van Bagdad. Maar in juli 1916 werd de complete Britse voorhoede, 13.000 man sterk, bij al-Koet tot overgave gedwongen. Dit vertraagde de opmars naar Bagdad met bijna een jaar. Na twee mislukte pogingen om door het Ottomaanse front in het zuiden van Palestina heen te breken, veroverden de Britten met Kerstmis 1917 Jeruzalem. In oktober 1918 zakte de Ottomaanse verdediging toch in elkaar en konden de Britten, samen met de Arabische opstandelingen, doordringen tot Aleppo en Mosoel in het noorden. Met de wapenstilstand van Mudros op 31 oktober 1918 was de militaire strijd definitief gewonnen, maar de diplomatieke problemen begonnen nu pas goed..

## Arabische staten
Arabische nationalisten riepen in Damascus de emir Faisal, de feitelijke leider van de Arabische opstand, uit tot koning van een onafhankelijk Arabië. De Britten, die in een ongemakkelijke spagaat zaten tussen hun Franse bondgenoten (van wie de meeste Britse politici en militairen een grondige afkeer koesterden) en hun Arabische protegés, waren geneigd Faisals aanspraak te erkennen. De Fransen wilden echter van geen wijken weten. Syrië moest en zou Frans worden zoals voorzien in de Sykes-Picot-overeenkomst, en uiteindelijk gingen de Britten door de knieën. De overeenkomst werd begin 1920 bezegeld tijdens de conferentie van San Remo. Frankrijk kreeg Syrië en Libanon. Toen de Arabische nationalisten daartegen in het geweer kwamen, werd die opstand met grof geweld onderdrukt.
De beloning die de Britten voor hun steun aan Frankrijk bedongen, was aanzienlijk. Het Verenigd Koninkrijk kreeg Zuid-Syrië (dat werd opgedeeld in Palestina en Transjordanië) en de drie Ottomaanse provincies van Mosoel, Bagdad en Basra in het oosten, het gebied dat nu Irak is. Ook de familie van de Sjarief kreeg zijn deel, al bestond dat uit een serie troostprijzen en niet uit het oorspronkelijk beloofde grote Arabische koninkrijk. De Sjarief zelf werd koning van de Hidjaz (met de heilige steden Mekka en Medina) en zijn zoon Abdallah besteeg in het woestijnstadje Amman de troon als koning van Transjordanië. Faisal kreeg uiteindelijk de troon van Irak, maar hij kon daar pas in 1921 door de Britten worden geïnstalleerd, nadat het land was ‘gepacificeerd’.

## Impopulair
Ook de situatie in Palestina werd onhoudbaar door de verschillende Britse voorstellen die niet verenigbaar waren. Het vertrouwen van zowel de Joden als de Arabieren in de Britse regering was verdwenen. Het Verenigd Koninkrijk werd gezien als een zwakke politieagent die niet in staat was de situatie in de hand te houden. De dubbelzinnige Britse houding in de periode tussen 1920 en 1948 tegenover de problemen van Palestina wordt daarom ook gezien als een belangrijke oorzaak van het Palestijns-Israëlisch conflict.
Het Britse mandaat over Irak bleek even impopulair bij de bevolking als het Franse over Syrië. Ook in Irak brak in de zomer van 1920 een heftige volksopstand uit, geleid door een coalitie van stamhoofden, soennitische notabelen en sjiitische geestelijken. De opstand werd met behulp van de Britse Royal Air Force in bloed gesmoord. Met name terreurbombardementen van de Britse luchtmacht tegen de inheemse burgerbevolking bleken hierbij zeer effectief, mede door het gebruik van mosterdgas. Dit maakte grote indruk op de militaire experts van die tijd en leidde ertoe dat het bombarderen van burgerdoelen overal in Europa als de strijdwijze van de toekomst werd gezien.

## Gevolgen
De overeenkomst wordt door velen gezien als een keerpunt in de relaties tussen het Westen en de Arabische bevolking, omdat het verdrag van Sykes-Picot de beloften aan de Arabieren voor een nationaal Arabisch thuisland in het gebied van Groot-Syrië in ruil voor hun doorslaggevende steun aan de Britse troepen tegen het Ottomaanse Rijk ontkrachtte. De voornaamste voorwaarden van de overeenkomst werden in de vergadering van de geallieerde grootmachten, de Conferentie van San Remo van 19-26 april 1920, bevestigd. De mandaten die daaruit voortvloeiden werden door de Volkenbond geratificeerd op 24 juli 1922.
De gevolgen van de geheime overeenkomst tussen de twee overwinnaars waren voor het Midden-Oosten zeer groot. 'Sykes-Picot' droeg bij aan de weerzin van de Arabische tegen de Westerse wereld en was een oorzaak van veel geweld gedurende lange tijd. Een van de doelstellingen van de in het begin van de 21e eeuw opgekomen nieuwe macht in de regio, de Islamitische Staat van Irak en de Levant (ISIL), is de gevolgen van deze overeenkomst teniet te doen. Abu Bakr al-Baghdadi, de leider van ISIL, zwoer in juli 2014 in een toespraak in de Grote Moskee van al-Nuri in Mosoel dat dit gezegende offensief niet zal stoppen voor de laatste nagel in de doodskist van de Sykes-Picot-samenzwering geslagen is. Grensposten tussen Syrië en Irak, en later tussen Syrië, Irak en Jordanië, werden doelwit van terroristische aanslagen.